# Coppa delle Nazioni 1937
La Coppa delle Nazioni 1937 è stata la 16ª edizione dell'omonima competizione di hockey su pista. Il torneo, organizzato dal Montreux Hockey Club, ha avuto inizio il 28 marzo e si è concluso il 30 marzo 1937.
Il trofeo è stato conquistato dalla Germania per la 1ª volta nella sua storia.

## Squadre partecipanti
- Francia
- Germania
- Italia
- Svizzera

## Risultati
| Montreux 28 marzo 1937 | Francia | 3 – 5 | Italia |  |

| Montreux 28 marzo 1937 | Germania | 6 – 2 | Svizzera |  |

| Montreux 28 marzo 1937 | Francia | 1 – 3 | Germania |  |

| Montreux 28 marzo 1937 | Italia | 1 – 1 | Svizzera |  |

| Montreux 29 marzo 1937 | Francia | 2 – 1 | Svizzera |  |

| Montreux 29 marzo 1937 | Germania | 1 – 1 | Italia |  |

| Montreux 29 marzo 1937 | Francia | 2 – 3 | Italia |  |

| Montreux 29 marzo 1937 | Germania | 0 – 2 | Svizzera |  |

| Montreux 30 marzo 1937 | Francia | 1 – 2 | Germania |  |

| Montreux 30 marzo 1937 | Italia | 3 – 0 | Svizzera |  |

| Montreux 30 marzo 1937 | Francia | 4 – 2 | Svizzera |  |

| Montreux 30 marzo 1937 | Germania | 2 – 1 | Italia |  |

### Classifica
|    | Squadra  | PT | G | V | N | P | GF | GS | Diff. |
| -- | -------- | -- | - | - | - | - | -- | -- | ----- |
| 1. | Germania | 9  | 6 | 4 | 1 | 1 | 14 | 8  | +6    |
| 2. | Italia   | 8  | 6 | 3 | 2 | 1 | 14 | 9  | +5    |
| 3. | Francia  | 4  | 6 | 2 | 0 | 4 | 13 | 16 | -3    |
| 4. | Svizzera | 3  | 6 | 1 | 1 | 4 | 8  | 16 | -8    |

## Campioni
| Vincitore Coppa delle Nazioni 1937 |
| ---------------------------------- |
| Germania 1º titolo                 |